# Футбол на летней Универсиаде 2001
Футбольные соревнования на летней Универсиаде 2001 в Пекине проходили с 21 по 31 августа. Впервые с 1993 года разыгрывались 2 комплекта наград. В мужском турнире участвовали 16 команд, победу одержала сборная Японии. В женском турнире участвовали 12 команд, победу одержала сборная Бразилии.

## Мужчины

### Призёры
| Дисциплина                | Золото | Серебро | Бронза           |
| ------------------------- | ------ | ------- | ---------------- |
| Мужской футбольный турнир | Япония | Украина | Республика Корея |

### Итоговая расстановка
| Место | Команда          |
| ----- | ---------------- |
| 1     | Япония           |
| 2     | Украина          |
| 3     | Республика Корея |
| 4     | Китай            |
| 5     | Чехия            |
| 6     | Бразилия         |
| 7     | Великобритания   |
| 8     | Марокко          |
| 9     | Уругвай          |
| 10    | Франция          |
| 11    | Иран             |
| 12    | Ирландия         |
| 13    | Италия           |
| 14    | Мексика          |
| 15    | Таиланд          |
| 16    | Нигерия          |

## Женщины

### Призёры
| Дисциплина                | Золото   | Серебро    | Бронза           |
| ------------------------- | -------- | ---------- | ---------------- |
| Женский футбольный турнир | Бразилия | Нидерланды | Республика Корея |

### Итоговая расстановка
| Место | Команда          |
| ----- | ---------------- |
| 1     | Бразилия         |
| 2     | Нидерланды       |
| 3     | Республика Корея |
| 4     | Франция          |
| 5     | КНДР             |
| 6     | Китай            |
| 7     | Япония           |
| 8     | Польша           |
| 9     | Финляндия        |
| 10    | Канада           |
| 11    | Мексика          |
| 12    | ЮАР              |